# Tajik Air

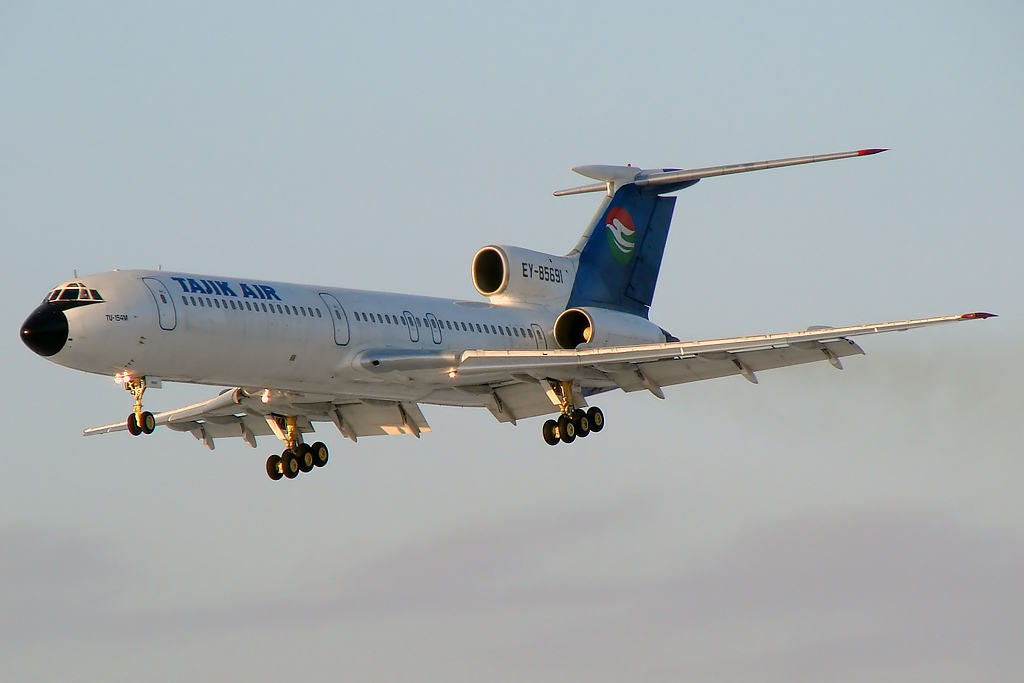
Tu-154M w starych barwach linii Tajik Air

Tajik Air (tadż. Тоҷик Эйр, dawniej Tajikistan Airlines) – tadżyckie narodowe linie lotnicze z siedzibą w Duszanbe. Zostały założone w 1923 roku, a pierwszy lot odbył się 3 września 1924 przy użyciu samolotu Junkers F 13. Głównym węzłem jest port lotniczy Duszanbe.

## Flota
Aktualna na dzień 21 marca 2023: 
| Model           | Liczba | Zamówienia | Uwagi                                |
| --------------- | ------ | ---------- | ------------------------------------ |
| Boeing 757-200  | 1      | 0          |                                      |
| Airbus A330-200 | 1      | 0          | Wyleasingowany od Southwind Airlines |
| Łącznie         | 2      | 0          |                                      |